# Reserva El Estero
La Reserva provincial El Estero es un área protegida que abarca una superficie de 4000 ha. situada a unos 30 km de la localidad  de Alejandra en el departamento San Javier, hacia el centro-este de la provincia de Santa Fe, Argentina, en torno aproximadamente a la posición 29°46′S 59°54′O / -29.767, -59.900.

## Características generales
El Estero es una reserva provincial de usos múltiples que integra un área protegida de alrededor de 12 000 ha. en conjunto con las vecinas reservas provinciales La Norma, Don Guillermo y Loma del Cristal, en torno a la laguna El Cristal y en cercanías del Balneario El Cristal.
El área protegida fue creada mediante la Resolución Ministerial 104/92 del año 1992, con el objetivo específico de preservar el bosque nativo en el área de transición entre las ecorregiones espinal y chaco húmedo.

## Flora y fauna

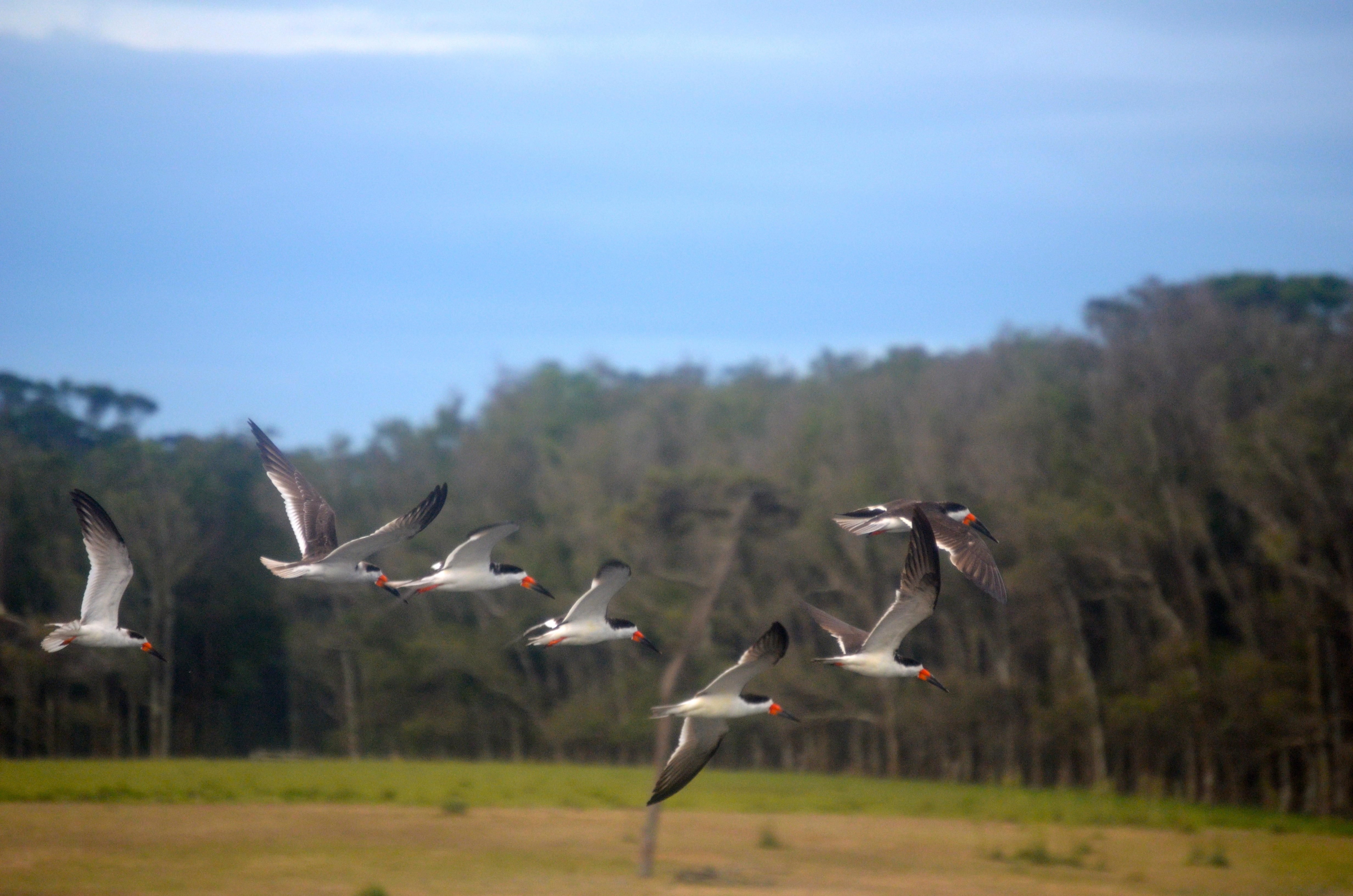
Rayadores (Rynchops niger) en vuelo.

La reserva incluye aproximadamente la mitad de la línea de costa de la laguna El Cristal y protege la flora y fauna propia de ese sistema.

El ecosistema es similar al de la Reserva La Norma, caracterizado por bosquecillos de quebrachos blancos (Aspidosperma quebracho-blanco), guaraninás (Bumelia obtusifolia), ñandubayes (Prosopis affinis), talas (Celtis spinosa) y algarrobos (Prosopis) en los sectores más elevados.
La reserva se destaca por su riqueza ornitológica, ya que por su ubicación inmediata a la laguna alberga importantes poblaciones de aves acuáticas, además de especies propias de espinal. Especialmente en temporadas de sequía, constituye el refugio de muchas especies que requieren de un hábitat acuático.

Entre las aves más significativas se registraron numerosos ejemplares de flamencos australes (Phoenicopterus chilensis), yabirúes (Jabiru mycteria), playeritos rabadilla blanca (Calidris fuscicollis), coscorobas (Coscoroba coscoroba), espátulas rosadas (Ajaia ajaja), atís (Phaetusa simplex) y rayadores (Rynchops niger).

En el área de la reserva se han detectado varias especies de aves vulnerables o con algún grado de amenaza.
Desde el año 1991 se lleva adelante en el área un plan de repoblación de yacaré overo (Caiman latirostris), especie intensamente perseguida en el pasado. El plan consiste en la recolección de huevos, su conservación en ambiente controlado hasta la eclosión y luego el cuidado de las crías hasta la etapa juvenil, momento en el que son liberados en los mismos lugares en los que fueron colectados los huevos.